# ماد (المهرة)

تعديل مصدري - تعديل

ماد هي إحدى قرى مديرية منعر التابعة لمحافظة المهرة، بلغ تعداد سكانها 15 نسمة حسب تعداد اليمن لعام 2004.